# Svjetski kupovi u kitesurfingu i windsurfingu u Hrvatskoj

## Windsurfing
Kazalo:
* redom:  odjedreno rundi bez medal race-a + medal race ako postoji
| Godina | Tip jedrenja         | Klasa jedrilica | Lokacija | Regata                             | Status/Rang              | Broj * rundi | Broj država | Broj natjecatelja | Broj natjecatelja | Pobjednik                              | # 2                                    | # 3                                    | Pobjednica                             | # 2                                    | # 3                                    |
| Godina | Tip jedrenja         | Klasa jedrilica | Lokacija | Regata                             | Status/Rang              | Broj * rundi | Broj država | M                 | Ž                 | Pobjednik                              | # 2                                    | # 3                                    | Pobjednica                             | # 2                                    | # 3                                    |
| ------ | -------------------- | --------------- | -------- | ---------------------------------- | ------------------------ | ------------ | ----------- | ----------------- | ----------------- | -------------------------------------- | -------------------------------------- | -------------------------------------- | -------------------------------------- | -------------------------------------- | -------------------------------------- |
| 2022.  |                      | iQFOiL          | Split    | ?                                  |                          |              |             |                   |                   | Nepoznata kratica »«                   |                                        |                                        | Nepoznata kratica »«                   |                                        |                                        |
| 2021.  | slalom + course race | iQFOiL          | Split    | iQFOiL International Games Croatia |                          | 12+1 ili 13  |             | 8                 | 3                 | Francesco Scaglioli                    | Luka Mratović                          | Robert Kubin                           | Palma Čargo                            | Erzen Lina                             | Sara Cholnoky                          |
| 2021.  | slalom               |                 | Bol      | Bol Open                           | PWA World Tour           |              |             |                   |                   | Nepoznata kratica »«                   |                                        |                                        | Nepoznata kratica »«                   |                                        |                                        |
| 2020.  | slalom               |                 | Bol      | Bol Open                           | PWA World Tour           |              |             |                   |                   | Nepoznata kratica »«                   |                                        |                                        | Nepoznata kratica »«                   |                                        |                                        |
| 2019.  | slalom               |                 | Bol      | Bol Open                           | PWA World Tour Qualifier |              |             |                   |                   | Nepoznata kratica »«                   |                                        |                                        | Nepoznata kratica »«                   |                                        |                                        |
| 2004.  | freestyle            |                 | Bol      | Bol Open                           | PWA World Tour Qualifier |              |             | 30                | •                 | nije se održalo zbog nedostatka vjetra | nije se održalo zbog nedostatka vjetra | nije se održalo zbog nedostatka vjetra | nije se održalo zbog nedostatka vjetra | nije se održalo zbog nedostatka vjetra | nije se održalo zbog nedostatka vjetra |
| 1989.  | ?                    | ?               | Viganj   | Viganj Open                        |                          |              |             |                   |                   | Nepoznata kratica »«                   |                                        |                                        | Nepoznata kratica »«                   |                                        |                                        |

Bilješke
2021. u Splitu je bio 1. Svjetski kup u toj novoj olimpijskoj klasi.

## Kitesurfing
Kazalo:
* redom:  odjedreno rundi bez medal race-a + medal race ako postoji
| Godina | Tip jedrenja | Klasa jedrilica                        | Lokacija     | Regata            | Status/Rang | Broj * rundi | Broj država | Broj natjecatelja | Broj natjecatelja | Pobjednik            | # 2 | # 3 | Pobjednica           | # 2 | # 3 |
| Godina | Tip jedrenja | Klasa jedrilica                        | Lokacija     | Regata            | Status/Rang | Broj * rundi | Broj država | M                 | Ž                 | Pobjednik            | # 2 | # 3 | Pobjednica           | # 2 | # 3 |
| ------ | ------------ | -------------------------------------- | ------------ | ----------------- | ----------- | ------------ | ----------- | ----------------- | ----------------- | -------------------- | --- | --- | -------------------- | --- | --- |
|        |              |                                        | ušće Neretve | Neretva Kite Open |             |              |             |                   |                   | Nepoznata kratica »« |     |     | Nepoznata kratica »« |     |     |
| 2018.  | course race  | TwinTip:Racing (TT:R) ili Formula Kite | ušće Neretve | Neretva Kite Open | IKA, ?      |              |             |                   |                   | Nepoznata kratica »« |     |     | Nepoznata kratica »« |     |     |
| 2018.  | freestyle    | TwinTip:Racing (TT:R) ili Formula Kite | ušće Neretve | Neretva Kite Open | IKA, ?      |              |             |                   |                   | Nepoznata kratica »« |     |     | Nepoznata kratica »« |     |     |

## Ostalo
2008. u Bolu na plaži Zlatni rat je organiziran Red Bull Golden Jump, svjetski jedinstveno natjecanje za kiteboardere u preskakanju (prelijetanju) plaže.